# アイリーン・ジョイス
アイリーン・ジョイス（英語: Eileen Alannah Joyce CMG、1908年1月1日 - 1991年3月25日）は、オーストラリア出身のピアニストである。主にイギリスを中心に活躍し、その類稀な美貌のためもあってイギリスやヨーロッパ、オーストラリアで卓越した人気を獲得した。その人気は第二次世界大戦前後に頂点を極め、最盛期にはポピュラー音楽におけるグレイシー・フィールズやヴェラ・リンの人気にも比較されたほどだった。映画『逢びき』のサウンドトラックにおいてラフマニノフのピアノ協奏曲第2番を演奏したことでも知られる。

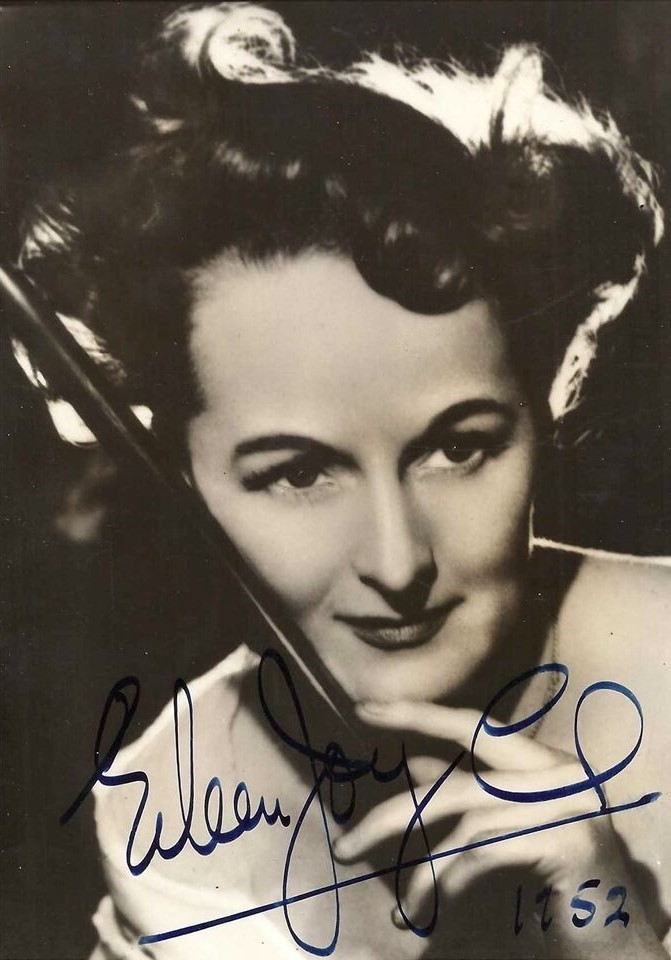
1951年

## 生涯

### 生い立ち
アイリーン・ジョイスは1908年1月1日にタスマニア州の鉱山の町、ジーアンの貧しい家庭に生まれた。父はアイルランド系、母はスペイン系である。テントの中で生まれたとする資料もあるが、実際には彼女が生まれたのはジーアン地方の産院である。彼女はしばしば自身の生年月日を1910年、もしくは1912年の11月21日だと主張したが、タスマニア州の出生登録の調査により彼女の正しい生年月日は1908年1月1日であることが判明している。アイリーンは七人兄弟の第四子で、姉の一人は生後まもなく死亡しており、弟の一人は2歳で死亡している。

### 音楽修業
一家は1911年に西オーストラリア州に移住した。彼らは初め Kununoppin に居を定め、後にカルグァリー・ボウルダ市に移った。貧しい境遇にも関わらず、両親は彼女が音楽の才能を伸ばすのを奨励し、ジョイスは10歳の時に音楽のレッスンを受けるようになった。彼女は聖ヨセフ女子修道院附属学校に入学し、メアリー・モニカ・バトラーの指導を受けた。
13歳の時に家計の事情から学校から離れなければならなくなったが、代わりにドヴォルザークの曾孫弟子にあたるロゼッタ・スプリッグズの個人レッスンを受けるだけの費用を捻出することができた。スプリッグズはジョイスをトリニティー・カレッジの客員教授を務めていたチャールズ・シルスキーに引き合わせた。コンセール・ラムルーに所属したこともあるヴァイオリニストであるシルスキーはジョイスから強い印象を受け、パースの大司教に連絡をとってジョイスがクレアモントのロレート女子修道院で学ぶことができるように取り計らった。ジョイスはそこでジョン・モアの指導を受けた。1925年と1926年にはパースの音楽コンクールに出場し、1926年にはグランド・チャンピオンに輝いた。
シルスキーはさらに彼女の名を広めることに尽力し、パースの新聞社にパリで学ぶことができるよう力説する手紙を送った。1926年5月には西オーストラリア州知事のフィリップ・コリアーが彼女の将来のために1000ポンドを集める目的でアイリーン・ジョイス基金を設立する事態に至った。1926年8月にはモアによって演奏旅行中のパーシー・グレインジャーに引き合わされた。ジョイスの演奏を聴いたグレインジャーはパース市民に宛てた公開の書簡を発表した。
アイリーン・ジョイスの演奏を聴きましたが、彼女はあらゆる意味において私がこの四半世紀に聴いた若いピアニストの中で最も卓越した才能に恵まれていると断言できます。彼女の演奏は、オーストラリアの若い才能に特有の、ほかでは見出すことのできない音の溶け合い、弾力のある表現を備えています。
グレインジャーは彼女がテレサ・カレーニョやギオマール・ノヴァエスにも並ぶほどの名声を手にするだろうとも示唆した。彼はジョイスに「ヨーロッパ風の」もしくは「大陸的な」色合いに染まらないよう、オーストラリアの名匠に師事することを推奨した。彼の考えでは当時ニューヨークで教えていたアーネスト・ハッチソンが最適の選択だった。
グレインジャーが去ってしばらく後、ヴィルヘルム・バックハウスが西オーストラリアへのツアーに訪れた。彼もまたジョイスの演奏を聴き、当時ピアノ教育のメッカと見なされていた、ライプツィヒ音楽院で学ぶことを薦めた（ハッチソンもかつてここで学んでいた）。なお、この年に彼女はチェリストのジョン・ケネディ（ナイジェル・ケネディの父）とともに南西オーストラリアの演奏旅行を行っている。
こうして彼女は1927年から1929年までライプツィヒ音楽院で学ぶことになった。ここで彼女は初めマックス・パウアーに、後にはロベルト・タイヒミュラーに師事し、マックス・レーガーのピアノ協奏曲やリヒャルト・シュトラウスの「ブルレスケ ニ短調」といった比較的めずらしいレパートリーをも学んだ。その後彼女はロンドンの王立音楽大学でトバイアス・マテイに師事した（マイラ・ヘスが指導助手を務めていた）。1931年にはアデリーナ・デ・ララにも短期間学んでいる。

### ピアニストとして

#### デビュー
ジョイスは1930年9月6日にロンドンでのBBCプロムスにおいてプロコフィエフのピアノ協奏曲第3番を演奏し、プロのピアニストとしてのデビューを飾った。彼女のイングランドでの最初のソロ・リサイタルは1931年3月23日のことで、奇しくも同郷のソプラノ歌手、ネリー・メルバがシドニーで亡くなったのと同じ日だった。1932年にはベルリンでアルトゥル・シュナーベルのマスタークラスに2週間出席した。

#### イギリスでの活動
40周年に当たる1934年のプロムスでジョイスはブゾーニの「インディアン幻想曲」を演奏した。 彼女はBBCに定期的に出演するとともに、地方への演奏旅行にも呼ばれるようになった。1935年にはリヒャルト・タウバーの伴奏を務めた。
財政的に苦境に陥ったロンドン・フィルハーモニー管弦楽団が1940年7月18日に資金集めを目的としたコンサートを開催した際にはベイジル・キャメロンとの共演でグリーグのピアノ協奏曲を演奏した。 第二次大戦中はジャック・ヒルトンの企画によりロンドン・フィルがマルコム・サージェントなどとともに行った、空爆の被害を受けた都市を巡回する「ブリッツ・ツアー」 (Blitz Tours) においてピアノのソリストをベンノ・モイセイヴィチと交代で務めた。またマイラ・ヘスの企画したナショナル・ギャラリー・コンサートに定期的に出演した。
1948年にはジョイスは一年にロイヤル・アルバート・ホールで17回もコンサートを行うという新記録を達成した。彼女は一つのコンサートで協奏曲を2曲演奏することも多く、1940年代末から1950年代初めにかけて行われた「マラソン・コンサート」のシリーズでは一晩に4曲の協奏曲を演奏することさえあった。例えば1948年12月10日のバーミンガムでのコンサートではフランクの交響的変奏曲とファリャの「スペインの庭の夜」、ドホナーニの童謡の主題による変奏曲、グリーグの協奏曲を演奏した。1951年5月6日のロイヤル・アルバート・ホールでのコンサートではミラン・ホルヴァート指揮フィルハーモニア管弦楽団との共演でハイドンのチェンバロ協奏曲ニ長調とチャイコフスキーの第1番、ジョン・アイアランドの協奏曲、グリーグの協奏曲を演奏した。ショパンの第1番とラフマニノフの第2番、アイアランドの協奏曲、ベートーヴェンの第5番を一日で演奏したこともあった。
1957年11月28日に行われた音楽家慈善基金のための集いでは、彼女はマルコム・アーノルドの「おもちゃの交響曲」作品62の初演に参加した。この作品には12のおもちゃの楽器のためのパートがあり、作曲者自身の指揮の下、ジョイスをはじめエリック・コーツ、トーマス・アームストロング、アストラ・デスモンド、ジェラード・ホフナング、ジョゼフ・クーパーといった著名な人物が担当した。

#### イギリス国外での活動
ジョイスはイギリス国内の主要なオーケストラのみならず、多くの国外のオーケストラとも共演した。1936年には母国のオーストラリアをツアーし、ウィリアム・ケイド指揮のアデレード交響楽団などと共演した。1948年にはタスマニア交響楽団のガラ・コンサートに出演し、ジョゼフ・ポストとの共演でグリーグのピアノ協奏曲を演奏した。
このほかの彼女のイギリス国外へのツアーとして、ニュージーランド（1936年と1958年）、フランス（1947年）、オランダ（1947年と1951年）、ドイツ（1947年及び1949年、1958年）、イタリア（1948年）、ベルギー（1950年と1952年）、南アフリカ共和国（1950年）、ノルウェー（1950年）、スウェーデン（1951年と1954年）、ユーゴスラビア（1951年）のベオグラード（現セルビア）、ザグレブ（クロアチア）、リュブリャナ（スロベニア）、ブラジル及びアルゼンチン（1952年）、フィンランド（1952年）、スペインとポルトガル（1954年）、ソビエト連邦（1956年と1958年）、デンマーク及びスカンディナヴィア諸国（1958年）、インドと香港（1960年）がある。
1940年と1948年にはアメリカへのツアーを企画したが、どちらも（1940年は戦争のために）実現しなかった。ようやく1950年になってユージン・オーマンディ指揮フィラデルフィア管弦楽団との共演でフィラデルフィアとニューヨークのカーネギー・ホールでコンサートを行った。フィラデルフィアでのコンサートは大きな称賛を受けたが、ニューヨークでの反響は少なかった。彼女は結局アメリカでは大きな名声を手にすることはなかった。

### チェンバロ奏者として
彼女はチェンバロにも関心を抱き、トーマス・ゴフのレッスンを受けた。1950年には初のチェンバロ・リサイタルを開き、1950年代に開催した4台のチェンバロによるコンサートのシリーズではジョージ・マルコムやサーストン・ダート、デニス・ヴォーン、サイモン・プレストン、レイモンド・レッパード、ジェフリー・パーソンズ、ヴァルダ・アヴェリングなどと共演した。

### 引退表明とその後
1960年のインドへのツアー中に、ジョイスは同年5月18日のスターリング（スコットランド）での音楽祭への出演を最後に引退することを表明した。しかし彼女はその後も21年間に亙って何度もコンサートの場に復帰した。1967年にはアナトール・フィストゥラーリ指揮のロイヤル・フィルとの共演でラフマニノフのピアノ協奏曲第2番を演奏し、別の日には三人のチェンバロ奏者とともにネヴィル・マリナー指揮のアカデミー室内管弦楽団と共演した。またこの年には当時十歳だったテレンス・ジャッドのキャリアの支援を開始した。
1969年にはロンドンのオーストラリア・ハウスでの2台のピアノによるリサイタルでジェフリー・パーソンズと共演した。1979年にはやはり2台のピアノによるリサイタルでフィリップ・フォークと共演した。1981年11月29日にロイヤル・オペラ・ハウスで行われた募金を目的としたコンサートではまたパーソンズと共演した。これが彼女のピアニストとしての最後の出演となった。
1981年8月にはレックス・ホプクロフトやセシル・ウーセ、アビー・サイモン、クロード・フランク、ロジャー・ウッドワードなどとともに第2回シドニー国際ピアノコンクール (SIPCA) の審査員を務めた。1985年の第3回大会ではロンドンでの予選を統括し、シドニーでの本選には後援者として、また審査員副代表として出席した。彼女はこのコンクールのために2万ドルを出資しており、1988年の第4回大会でも後援者となった。

### 最期
1991年3月21日、ジョイスは風呂場で転倒して臀部を骨折し、病院に運ばれたが25日に亡くなった。4月8日に火葬され、遺骨は Limpsfield の St Peter's Anglican Church に、トーマス・ビーチャムの隣に埋葬された。6月7日にはこの教会で追悼式典が執り行われた。同じ墓地にはフレデリック・ディーリアス夫妻やノーマン・デル・マー、ジャック・ブライマー、ベアトリス・ハリソンも葬られている。

## 音楽

### レパートリー
ジョイスは70を越える協奏曲のレパートリーを誇り、その中にはアイアランドやリムスキー＝コルサコフのピアノ協奏曲といっためずらしい作品も含まれる。1940年に彼女はレスリー・ヒュアード指揮ハレ管弦楽団との共演でアイアランドの協奏曲の初録音を行ったほか、アイアランドの70歳の誕生日を記念した1949年のプロムスのコンサートでもソリストに指名され、エイドリアン・ボールト指揮ロンドン・フィルとの共演でこの曲を演奏した。この時の演奏も録音され、レコードとして発売された。
彼女はショスタコーヴィチのピアノ協奏曲のイギリス初演を果たしたピアニストでもある。第1番は1936年1月4日にヘンリー・ウッド指揮BBC交響楽団との共演で、第2番は1958年9月5日にマルコム・サージェント指揮BBC交響楽団との共演で演奏した。
しかしながら彼女には特別にお気に入りの協奏曲が三つあった。グリーグの（唯一の）ピアノ協奏曲、チャイコフスキーのピアノ協奏曲第1番、そして何よりラフマニノフのピアノ協奏曲第2番である。彼女はラフマニノフの他の協奏曲は演奏しなかった。第3番も習得し、弾けないわけでは全くなかったが、単に気に入らなかったのである。

### 共演した指揮者
ジョイスが共演した著名な指揮者には以下のような人物がいる。エルネスト・アンセルメ、ジョン・バルビローリ、トーマス・ビーチャム、エドゥアルト・ファン・ベイヌム、エイドリアン・ボールト、ワーウィック・ブレイスウェイト、ベイジル・キャメロン、セルジュ・チェリビダッケ、アルバート・コーツ、コリン・デイヴィス、ノーマン・デル・マー、アナトール・フィストゥラーリ、グジェゴシュ・フィテルベルク、アレクサンダー・ギブソン、ダン・ゴドフリー、ハミルトン・ハーティ、バーナード・ハインズ、ミラン・ホルヴァート、エンリケ・ホルダ、ヘルベルト・フォン・カラヤン、エーリヒ・クライバー、ヘンリー・クリップス、コンスタント・ランバート、エーリヒ・ラインスドルフ、イーゴリ・マルケヴィチ、ネヴィル・マリナー、ジャン・マルティノン、シャルル・ミュンシュ、ユージン・オーマンディ、ジョゼフ・ポスト、ヴィクトル・デ・サバタ、マルコム・サージェント、カルロス・スリナッチ、ヘンリー・ウッドなど。
1969年のインタビューで、彼女は共演した指揮者の中で最も偉大なのはセルジュ・チェリビダッケだと述べている。ジョイスによると「彼は私の魂の奥深くにまで入り込むことのできた唯一の人」だったという。

### 録音
ジョイスは1933年にパーロフォン社からフランツ・リストの「演奏会用練習曲ヘ短調」と Paul de Schlözer の「練習曲変イ長調作品1の2」のレコードを発表した。彼女は当初契約してくれるレコード会社を見つけることができず、自身の練習のために私的な録音を行う目的でパーロフォン社と接触した。しかし彼女の演奏に感銘を受けた同社のディレクターたちは、彼女に代金を請求する代わりに演奏家としての契約を申し出たという。以後彼女は同社及びコロムビア・レコード社、デッカ・レコード社へ多くの録音を行った。これらの録音にはピアノ独奏曲が多く、70を超えるレパートリーを誇った協奏曲についてはわずかな数の録音しか残っていない。
彼女が残した録音のうちいくつかは1980年代にLPとして再発売されたほか、1990年代になってからCDとして復刻されている。

### 映画音楽での業績
二人目のパートナーとなった男性の影響もあり、ジョイスはいくつもの映画のサウンドトラックの演奏を手がけた。特にデヴィッド・リーンの『逢びき』でラフマニノフのピアノ協奏曲第2番を演奏したことはよく知られている（共演はミューア・マシソン）。同じく1945年の『第七のヴェール』でもピアノ演奏を担当したが、映画にはクレジットが表記されなかった。この映画でもやはりラフマニノフの第2番が用いられたほか、グリーグのピアノ協奏曲やモーツァルト、ショパン、ベートーヴェンのピアノ独奏曲が使用された。
1946年の映画『Men of Two Worlds』ではアーサー・ブリス作曲の「Baraza」をマシソンとの共演で演奏した。ピアノと男声合唱とオーケストラの編成によるこの作品は、ブリスの説明によるとアフリカの酋長たちの間の討議を表現しているのだという。ブリスはこれを単独のコンサート用の作品としても発表しており、1945年にやはりジョイスによって初演された。翌1946年には録音もされ、この録音は映画自体よりも人気を博した。1947年にはダーク・ボガードのアンソロジー映画、『四重奏』の「変り種」においてジョイスの演奏によるシューベルトの即興曲変ホ長調が使用された。
彼女はサウンドトラックのみならず、いくつかの作品では映画自体への出演も果たしている。ロンドン・フィルハーモニー管弦楽団の戦時中の奮闘ぶりを描いた1943年のドキュメント仕立てのドラマ、『Battle for Music』では他の多くの著名な音楽家たちとともに本人役で出演した。1946年の映画『A Girl in a Million』にはピアニスト役として出演し、フランクの「交響的変奏曲」の一部を演奏した。1952年の『トレント最後の事件』では本人役で出演し、ロイヤル・オペラ・ハウスにおいてアンソニー・コリンズとの共演でモーツァルトのピアノ協奏曲第24番を演奏した。後述のように彼女の伝記を元にした1953年の映画、『追憶の調べ』では作品の最初と最後に少しだけ本人役として出演している。

## 評価

### 音楽家や評論家による評価
ジョイスが1947年にベルリン・フィルハーモニー・オーケストラと共演した際、著名なドイツの評論家は彼女をクララ・シューマンやゾフィー・メンター、テレサ・カレーニョになぞらえた。1950年にアメリカをツアーした際にはアーヴィング・コロディンが彼女を「世界で最も偉大な知られざるピアニスト」と呼んだ。1950年代になると彼女の名声はより広く知られるようになり、ロンドンだけで年に50回も行われたリサイタルはいつもソールド・アウトとなった。
彼女のモーツァルト演奏は「申し分のない趣味と印象」と称され、「堂々たる威厳ある」バッハ弾きであり、「詩情と華麗さを兼ね備えたリスト弾き」でもあった。彼女の『逢びき』や『第七のヴェール』におけるラフマニノフのピアノ協奏曲第2番の演奏はこの作品を普段こうした音楽にふれる機会のない人々の間でも馴染み深いものにした。
スティーヴン・ハフはジョイスがその実力に十分見合った評価をされていないことに驚きを表明している。リチャード・デイヴィスによる伝記『Eileen Joyce: A Portrait』への前書きの中で、ハフは「彼女は過去の多くの偉大なピアニストたちが発揮してきたまばゆく輝くばかりのヴィルトゥオジティを全て披露している。…彼女の名は過去の偉大なピアニストたちのリストに書き加えられるべきだ」と述べている。

### 顕彰
1971年にジョイスはケンブリッジ大学から音楽の名誉博士号を贈呈された。彼女はこのことを誇りとし、「ジョイス博士」と呼ばれることにこだわっていた。1979年と1982年には西オーストラリア大学とメルボルン大学からそれぞれ同様の称号を授与された。彼女の墓碑銘には「アイリーン・ジョイス博士」と刻まれている。
彼女の音楽への貢献に対し、1981年のエリザベス2世の誕生日に聖マイケル・聖ジョージ勲章 (CMG) が与えられた。彼女はこのことを栄誉と受け止めながらも、デイムに叙せられなかったことへの失望を隠さなかった。
1989年2月10日にオーストラリア放送協会はシドニー・タウン・ホールでジョイスへのトリビュート・コンサートを行った。スチュアート・チャレンダーがシドニー交響楽団を指揮し、ソリストにバーナデット・ハーヴェイを迎えてラフマニノフのピアノ協奏曲第2番の第1楽章を演奏した。当時すでに衰弱の見られたジョイスだが、オーストラリアまで移動してコンサートに出席し、聴衆に挨拶した。劇作家のニック・エンライトがラジオの放送で彼女にインタビューした。
生地のジーアンにはアイリーン・ジョイス記念公園と名付けられた小さな公園がある。彼女が育ったカルグァリー・ボウルダ市の家には記念の標識が設置されている。
西オーストラリア大学は彼女に関する書類や遺品などのコレクションを保持している。彼女の名を冠した施設にはアンナ・マーラー作のブロンズの胸像が飾られ、古い楽器のコレクションが収蔵されている。
彼女の肖像画はオーガスタス・ジョンやジョン・ブラットビー、Rajmund Kanelba などによって描かれた。またセシル・ビートンやアンガス・マクビーン、アントニー・アームストロング＝ジョーンズといった写真家による肖像の題材ともなった。

## 人物

### 類稀な美貌
ジョイスは小柄な体格ながら栗色の髪と緑色の目をした類稀な美人だった。そして彼女自身、自らの恵まれた容姿を楽しみ、利用することをためらわなかった。演奏する音楽に合わせて衣装を変えたりもした。ベートーヴェンには青、チャイコフスキーには赤、リストには薄紫、バッハには黒、ショパンには緑、ドビュッシーにはスパンコール付きの、シューマンには赤と金、といった具合に。彼女は髪型も作曲家に応じてアレンジした。ベートーヴェンではアップに、グリーグやドビュッシーでは下ろし、モーツァルトでは後ろに束ねるなど。批評家は冷笑したが、聴衆はそれを好んだ。
1940年まで彼女は自身の衣装をデザインしていた。しかし8月にボランティアとして務めていた空襲に備えた火災警備員の作業によって慢性のリューマチが再発すると、ロンドン・フィルとのツアーでは肩から背中にかけてギプスをはめなければならなくなった。彼女はノーマン・ハートネルによって特別に作られたギプスを覆う衣装を着用し、それ以後しばしばハートネルを着るようになった。
彼女が1948年にオーストラリアをツアーした際、シドニーで音楽を学ぶ学生だったリチャード・ボニングは次のように証言している。
彼女はステージで実に魅力的だった。我々は彼女のコンサートに群がって通ったものだが、それは彼女が気前よく披露してくれていた胸元に惹き付けられたという理由もないわけではなかった

### 私生活
ジョイスは1937年9月16日に株式仲買人の男性と最初の結婚をし、1939年9月4日には男児を出産した。しかしやがてこの結婚は破綻し、二人は離婚した。別れた夫はイギリス海軍に従軍し、1942年4月30日（もしくは1942年6月24日）に乗船していた軍艦がノルウェー沖で爆撃を受け戦死した。ジョイスはどういうわけか彼が戦死した場所を北アフリカ沖としていたが、1983年に記録を訂正した。
彼女の二人目のパートナーとなったのは、ノルウェーの女優、グレタ・ギュントの元夫で、マデリーン・キャロルのマネージャーを務めていたこともある、映画会社重役の男性だった。彼らは法的に結婚したと主張していたが、それを裏付ける書類は存在しない。

### 伝記
1950年に出版されたクレア・H・アブラホールによる伝記、『Prelude: The Early Life of Eileen Joyce』はベスト・セラーとなり、多くの言語及び点字にも訳された。この本はジョイスの半生を扱ったものではあるが、滑稽なほどにまで虚構が交えられていた。イギリス、オーストラリア、ニュージーランド、南アフリカ、ノルウェー、及びスウェーデンではラジオドラマ化された。
1953年にはこの伝記に基づいたマイケル・S・ゴードンによる映画、『追憶の調べ』も公開された。撮影はオーストラリアで行われ、スザンヌ・パレットがジョイス役を演じ、ピアノ演奏部分はパメラ・ペイジが二役で演じた。ジョイス自身は映画の最初と最後に少しだけ本人役として出演し、グリーグのピアノ協奏曲を演奏した。この映画は元になった伝記本ほどの成功は収めなかった。